# プリッと!こんぷりーと クレヨンしんちゃん30周年記念テーマソング集
『プリッと!こんぷりーと クレヨンしんちゃん30周年記念テーマソング集』（プリッと!こんぷりーと クレヨンしんちゃんさんじっしゅうねんきねんテーマソングしゅう）は、テレビ朝日系列で放送されているテレビアニメ『クレヨンしんちゃん』のオープニング・エンディングテーマ曲、および劇場版主題歌全62曲を収録したコンピレーション・アルバムである。
2022年11月30日に日本コロムビアから発売された。

## 概要
1992年4月に放送が開始されたテレビアニメ『クレヨンしんちゃん』が、2022年にテレビアニメ・劇場版アニメ30周年を迎えることを記念した作品。
ジャケットのイラストは、放送開始から作画監督・原画・キャラクターデザインとして『クレヨンしんちゃん』のテレビアニメ・劇場版アニメに携わっている末吉裕一郎によって描き下ろされた。
12月14日には本作の配信版にあたる『まるっと!オンパレード クレヨンしんちゃん30周年記念テーマソングベスト』の配信が開始され、これまでストリーミング未配信となっていた一部楽曲の配信も開始された。また、初期のコンピレーション・アルバム4作（『クレヨンしんちゃん』『クレヨンしんちゃん2』『クレヨンしんちゃん3』『クレヨンしんちゃん4〜ひまわりちゃん誕生記念!!』）の配信も開始された。

## 収録曲

### プリッと!こんぷりーと クレヨンしんちゃん30周年記念テーマソング集
※アーティスト名の記載は、レーベル公式サイトに準拠。
| #         | タイトル                                                                      | 作詞                | 作曲                      | 編曲                      | 備考                    | 時間  |
| --------- | ----------------------------------------------------------------------------- | ------------------- | ------------------------- | ------------------------- | ----------------------- | ----- |
| 1.        | 「動物園は大変だ」(TUNE'S)                                                    | 臼井儀人            | 織田哲郎                  | 明石昌夫                  | 初代オープニングテーマ  | 3:49  |
| 2.        | 「うたをうたおう」(大事MANブラザーズバンド)                                   | 立川俊之            | 立川俊之                  | 大事MANブラザーズバンド   | 初代エンディングテーマ  | 4:45  |
| 3.        | 「夢のENDはいつも目覚まし!」(B.B.クィーンズ)                                  | 長戸大幸            | 織田哲郎                  | 葉山たけし                | 2代目オープニングテーマ | 3:12  |
| 4.        | 「素直になりたい」(米村裕美)                                                  | 米村裕美            | 米村裕美                  | 渡辺格                    | 2代目エンディングテーマ | 5:33  |
| 5.        | 「オラはにんきもの」(のはらしんのすけ(声:矢島晶子))                           | 里乃塚玲央          | 小杉保夫                  | 加藤みちあき              | 3代目オープニングテーマ | 3:31  |
| 6.        | 「DO-して」(桜っ子クラブさくら組)                                             | 西脇唯              | 斉藤英夫                  | 新川博                    | 3代目エンディングテーマ | 3:46  |
| 7.        | 「しんちゃん音頭」(ゆうこ&のはらしんのすけ)                                   | 加藤茂一            | おづたいりく 星野やすひこ | おづたいりく 星野やすひこ | 4代目エンディングテーマ | 3:36  |
| 8.        | 「パリジョナ大作戦」(マロン公しゃく& のはらしんのすけ)                        | マロン公しゃく      | 木村貴志                  | 木村貴志                  | 5代目エンディングテーマ | 4:25  |
| 9.        | 「パカッポでGO!」(のはらしんのすけ)                                           | ポエム団            | 木村貴志                  | 木村貴志                  | 4代目オープニングテーマ | 4:23  |
| 10.       | 「REGGAE」(KOTONE)                                                            | KOTONE              | KEISUKE 山崎洋一          | 林有三                    | 6代目エンディングテーマ | 4:14  |
| 11.       | 「しんちゃん音頭 〜オラといっしょにおどろうよ!〜」(三波春夫&のはらしんのすけ) | 加藤茂一            | おづたいりく 星野やすひこ | 久米大作 仙波清彦         | 7代目エンディングテーマ | 3:57  |
| 12.       | 「年中夢中“I Want You”」(Puppy)                                               | C's                 | 菅原サトル                | 菅原サトル                | 5代目オープニングテーマ | 4:05  |
| 13.       | 「BOYS BE BRAVE〜少年よ勇気を持て〜」(奥井亜紀)                               | 奥井亜紀 西東レモン | 奥井亜紀                  | 小野寺明敏                | 8代目エンディングテーマ | 4:44  |
| 14.       | 「月灯りふんわり落ちてくる夜」(小川七生)                                      | RYUZI               | RYUZI                     | RYUZI                     | 9代目エンディングテーマ | 4:09  |
| 合計時間: | 合計時間:                                                                     | 合計時間:           | 合計時間:                 | 合計時間:                 | 合計時間:               | 58:09 |

| #         | タイトル                                                                                   | 作詞              | 作曲             | 編曲                    | 備考                                                                                      | 時間  |
| --------- | ------------------------------------------------------------------------------------------ | ----------------- | ---------------- | ----------------------- | ----------------------------------------------------------------------------------------- | ----- |
| 1.        | 「とべとべおねいさん」(のはらしんのすけ&アクション仮面)                                    | もつ              | もつ             | もつ                    | 6代目オープニングテーマ                                                                   | 3:23  |
| 2.        | 「スキスキ♡マイガール」(L'luvia)                                                           | KAORU             | KAORU            | 山中剛 L'luvia          | 10代目エンディングテーマ                                                                  | 4:22  |
| 3.        | 「今日はデート」(かまぼこ)                                                                 | けーちゃん        | けーちゃん       | けーちゃん              | 11代目エンディングテーマ                                                                  | 3:24  |
| 4.        | 「ダメダメのうた」(LADY Q&しんのすけ、みさえ)                                              | LADY Q            | 森俊也           | 森俊也                  | 7代目オープニングテーマ                                                                   | 2:20  |
| 5.        | 「全体的に大好きです。」(シェキドル)                                                       | つんく            | つんく           | 高橋諭一 つんく         | 12代目エンディングテーマ                                                                  | 3:57  |
| 6.        | 「ママとのお約束条項の歌」(しんのすけ、みさえ)                                             | 臼井儀人 浅田有理 | 小杉保夫         | 斉藤英夫                | 13代目エンディングテーマ                                                                  | 3:23  |
| 7.        | 「PLEASURE」(華原朋美)                                                                     | 黒須チヒロ        | 細井かおり       | 清水信之                | 8代目オープニングテーマ                                                                   | 4:02  |
| 8.        | 「ユルユルでDE-O!」(のはらしんのすけ)                                                      | ムトウユージ      | 中村康就         | 中村康就                | 9代目オープニングテーマ                                                                   | 3:37  |
| 9.        | 「ありの歌」(やなわらばー)                                                                 | りお              | りお             | パパダイスケ            | 14代目エンディングテーマ                                                                  | 2:28  |
| 10.       | 「ユルユルでDE-O! 2007クレヨンフレンズVer.」(のはらしんのすけ&クレヨンフレンズ from AKB48) | ムトウユージ      | 中村康就         | 中村康就                | 10代目オープニングテーマ                                                                  | 1:07  |
| 11.       | 「ハピハピ」(ベッキー♪♯)                                                                   | ベッキー♪♯        | Splash Candy     | 本田優一郎              | 11代目オープニングテーマ                                                                  | 3:19  |
| 12.       | 「Hey baby!」(倖田來未)                                                                    | 倖田來未          | 井上慎二郎       | 田中直                  | 12代目オープニングテーマ                                                                  | 2:37  |
| 13.       | 「T.W.L」(関ジャニ∞)                                                                       | 北川悠仁          | 北川悠仁         | 野間康介                | 13代目オープニングテーマ                                                                  | 4:16  |
| 14.       | 「希望山脈」(渡り廊下走り隊7)                                                              | 秋元康            | ray.m            | 増田武史                | 14代目オープニングテーマ                                                                  | 3:55  |
| 15.       | 「キミに100パーセント」(きゃりーぱみゅぱみゅ)                                              | 中田ヤスタカ      | 中田ヤスタカ     | 中田ヤスタカ            | 15代目オープニングテーマ                                                                  | 3:22  |
| 16.       | 「マスカット」(ゆず)                                                                       | 北川悠仁          | 北川悠仁         | TeddyLoid               | 16代目オープニングテーマ                                                                  | 3:42  |
| 17.       | 「スーパースター」(ケツメイシ)                                                             | ケツメイシ        | ケツメイシ CHIVA | CHIVA from BUZZER BEATS | 17代目オープニングテーマ                                                                  | 3:42  |
| 18.       | 「オラはにんきもの 2019MIX」(のはらしんのすけ(声:小林由美子))                              | 里乃塚玲央        | 小杉保夫         | 前山田健一              | - 3代目オープニングテーマの新バージョン - 2019年7月26日放送回で使用され、同日から配信開始 | 3:31  |
| 合計時間: | 合計時間:                                                                                  | 合計時間:         | 合計時間:        | 合計時間:               | 合計時間:                                                                                 | 60:27 |

| #         | タイトル                                                | 作詞                                  | 作曲                          | 編曲                       | 備考                                                                  | 時間  |
| --------- | ------------------------------------------------------- | ------------------------------------- | ----------------------------- | -------------------------- | --------------------------------------------------------------------- | ----- |
| 1.        | 「僕は永遠のお子様」(MEW)                               | おおたか静流                          | 真崎修                        | 林有三                     | 映画『クレヨンしんちゃん アクション仮面VSハイグレ魔王』主題歌         | 3:43  |
| 2.        | 「約束See you!」(岸恭子)                                | AIKO                                  | 白川明                        | 小西真理                   | 映画『クレヨンしんちゃん ブリブリ王国の秘宝』主題歌                   | 3:17  |
| 3.        | 「たすけてケスタ」(杉本幸子)                            | 井上望                                | 小杉保夫                      | 林有三                     | 映画『クレヨンしんちゃん 雲黒斎の野望』主題歌                         | 3:54  |
| 4.        | 「SIX COLORS BOY」(雛形あきこ)                          | 麻倉真琴                              | 浅倉大介                      | 浅倉大介                   | 映画『クレヨンしんちゃん ヘンダーランドの大冒険』主題歌               | 5:10  |
| 5.        | 「ひまわりの家」(財津和夫)                              | 財津和夫                              | 財津和夫                      | 財津和夫                   | 映画『クレヨンしんちゃん 暗黒タマタマ大追跡』主題歌                   | 3:30  |
| 6.        | 「PURENESS」(SHAZNA)                                    | IZAM SAKA Chan                        | KUZUKI SHAZNA                 | 佐藤宣彦 山口一久 SHAZNA   | 映画『クレヨンしんちゃん 電撃!ブタのヒヅメ大作戦』主題歌              | 5:28  |
| 7.        | 「いい湯だな」(野原一家&温泉わくわく'99)                | 永六輔                                | いずみたく                    | 遠山無門                   | 映画『クレヨンしんちゃん 爆発!温泉わくわく大決戦』主題歌              | 2:54  |
| 8.        | 「さよならありがとう」(こばやしさちこ)                  | 松本隆                                | 松本俊明                      | 岩﨑元是                   | 映画『クレヨンしんちゃん 嵐を呼ぶジャングル』主題歌                   | 4:49  |
| 9.        | 「元気でいてね」(こばやしさちこ)                        | 白峰美津子                            | 岩崎元是                      | 岩崎元是                   | 映画『クレヨンしんちゃん 嵐を呼ぶ モーレツ!オトナ帝国の逆襲』主題歌   | 5:09  |
| 10.       | 「二中のファンタジー〜体育を休む女の子編〜」(DANCE☆MAN) | DANCE☆MAN                             | DANCE☆MAN                     | DANCE☆MAN                  | 映画『クレヨンしんちゃん 嵐を呼ぶ アッパレ!戦国大合戦』主題歌         | 4:38  |
| 11.       | 「こんな時こそ焼肉がある」(のはら家オールスターズ)      | 小百合                                | 岩崎貴文                      | 斉藤英夫                   | 映画『クレヨンしんちゃん 嵐を呼ぶ 栄光のヤキニクロード』主題歌        | 3:57  |
| 12.       | 「○(マル)あげよう」(NO PLAN)                            | 内村光良とゆかいな仲間たち & 牧穂エミ | 佐藤泰将                      | 佐藤泰将                   | 映画『クレヨンしんちゃん 嵐を呼ぶ!夕陽のカスカベボーイズ』主題歌      | 3:57  |
| 13.       | 「Crayon Beats」(AI)                                    | AI                                    | AI 日野賢二 DJ YUTAKA for 813 | 日野賢二 DJ YUTAKA for 813 | 映画『クレヨンしんちゃん 伝説を呼ぶブリブリ 3分ポッキリ大進撃』主題歌 | 3:19  |
| 14.       | 「GO WAY!!」(倖田來未)                                  | 倖田來未                              | 小松寛史                      | 小松寛史                   | 映画『クレヨンしんちゃん 伝説を呼ぶ 踊れ!アミーゴ!』主題歌            | 4:31  |
| 15.       | 「Cry Baby」(SEAMO)                                     | 高田尚輝                              | 高田尚輝 井筒“Growth”伸太郎   | 井筒“Growth”伸太郎         | 映画『クレヨンしんちゃん 嵐を呼ぶ 歌うケツだけ爆弾!』主題歌           | 5:14  |
| 合計時間: | 合計時間:                                               | 合計時間:                             | 合計時間:                     | 合計時間:                  | 合計時間:                                                             | 63:30 |

| #         | タイトル                                              | 作詞                               | 作曲                         | 編曲                                | 備考                                                                    | 時間  |
| --------- | ----------------------------------------------------- | ---------------------------------- | ---------------------------- | ----------------------------------- | ----------------------------------------------------------------------- | ----- |
| 1.        | 「人気者で行こう!」(DJ OZMA)                          | DJ OZMA                            | 星蘭丸                       | DJ OZMA                             | 映画『クレヨンしんちゃん ちょー嵐を呼ぶ 金矛の勇者』主題歌              | 4:05  |
| 2.        | 「やんちゃ道」(ジェロ)                                | 中村中                             | 中村中                       | 鈴木豪                              | 映画『クレヨンしんちゃん オタケベ!カスカベ野生王国』主題歌              | 4:54  |
| 3.        | 「オメデトウ」(mihimaru GT)                           | hiroko mitsuyuki miyake Hidemi Ino | mitsuyuki miyake             | YANAGIMAN                           | 映画『クレヨンしんちゃん 超時空!嵐を呼ぶオラの花嫁』主題歌              | 5:27  |
| 4.        | 「イエローパンジーストリート」(関ジャニ∞)             | TAKESHI                            | TAKESHI                      | 久米康隆 TAKESHI                    | 映画『クレヨンしんちゃん 嵐を呼ぶ黄金のスパイ大作戦』主題歌             | 4:54  |
| 5.        | 「少年よ 嘘をつけ!」(渡り廊下走り隊7)                 | 秋元康                             | 山下和彰                     | 生田真心                            | 映画『クレヨンしんちゃん 嵐を呼ぶ!オラと宇宙のプリンセス』主題歌        | 4:39  |
| 6.        | 「RPG」(SEKAI NO OWARI)                               | Fukase Saori                       | Fukase                       | SEKAI NO OWARI CHRYSANTHEMUM BRIDGE | 映画『クレヨンしんちゃん バカうまっ!B級グルメサバイバル!!』主題歌       | 4:47  |
| 7.        | 「ファミリーパーティー」(きゃりーぱみゅぱみゅ)        | 中田ヤスタカ                       | 中田ヤスタカ                 | 中田ヤスタカ                        | 映画『クレヨンしんちゃん ガチンコ!逆襲のロボとーちゃん』主題歌          | 3:37  |
| 8.        | 「OLA!!」(ゆず)                                       | 北川悠仁                           | 北川悠仁                     | 前山田健一                          | 映画『クレヨンしんちゃん オラの引越し物語 サボテン大襲撃』主題歌        | 3:29  |
| 9.        | 「友よ 〜 この先もずっと…」(ケツメイシ)               | ケツメイシ                         | ケツメイシ 田尻知之 本澤尚之 | ケツメイシ 田尻知之 本澤尚之        | 映画『クレヨンしんちゃん 爆睡!ユメミーワールド大突撃』主題歌            | 5:17  |
| 10.       | 「ロードムービー」(高橋優)                            | 高橋優                             | 高橋優                       | 高橋優                              | 映画『クレヨンしんちゃん 襲来!!宇宙人シリリ』主題歌                     | 5:25  |
| 11.       | 「笑一笑 〜シャオイーシャオ!〜」(ももいろクローバーZ) | 只野菜摘                           | invisible manners            | invisible manners                   | 映画『クレヨンしんちゃん 爆盛!カンフーボーイズ〜拉麺大乱〜』主題歌      | 4:42  |
| 12.       | 「ハルノヒ」(あいみょん)                              | あいみょん                         | あいみょん                   | 立崎優介 田中ユウスケ               | 映画『クレヨンしんちゃん 新婚旅行ハリケーン 〜失われたひろし〜』主題歌  | 5:26  |
| 13.       | 「ギガアイシテル」(レキシ)                            | 池田貴史                           | 池田貴史                     | 池田貴史 山口寛雄                   | 映画『クレヨンしんちゃん 激突! ラクガキングダムとほぼ四人の勇者』主題歌 | 4:03  |
| 14.       | 「はしりがき」(マカロニえんぴつ)                      | はっとり                           | はっとり                     | マカロニえんぴつ                    | 映画『クレヨンしんちゃん 謎メキ!花の天カス学園』主題歌                  | 3:11  |
| 15.       | 「陽はまた昇るから」(緑黄色社会)                      | 小林壱誓                           | 穴見真吾                     | 川口圭太 緑黄色社会                 | 映画『クレヨンしんちゃん もののけニンジャ珍風伝』主題歌                 | 4:23  |
| 合計時間: | 合計時間:                                             | 合計時間:                          | 合計時間:                    | 合計時間:                           | 合計時間:                                                               | 68:19 |

### まるっと!オンパレード クレヨンしんちゃん30周年記念テーマソングベスト
DISC-1
1. 素直になりたい
2. オラはにんきもの
3. DO-して
4. しんちゃん音頭
5. パリジョナ大作戦
6. パカッポでGO!
7. 年中夢中“I Want You”
8. BOYS BE BRAVE〜少年よ勇気を持て〜
9. 月灯りふんわり落ちてくる夜
10. とべとべおねいさん
11. スキスキ♡マイガール
12. 今日はデート
13. ダメダメのうた
14. ママとのお約束条項の歌
15. PLEASURE
16. ユルユルでDE-O!
17. ありの歌
18. ユルユルでDE-O! 2007クレヨンフレンズVer.
19. ハピハピ
20. Hey baby!
21. キミに100パーセント
22. マスカット
23. スーパースター
24. オラはにんきもの 2019MIX

DISC-2
1. 僕は永遠のお子様
2. 約束See You!
3. たすけてケスタ
4. PURENESS
5. いい湯だな
6. さよならありがとう
7. 元気でいてね
8. 二中のファンタジー〜体育を休む女の子編〜
9. こんな時こそ焼肉がある
10. Crayon Beats
11. GO WAY!!
12. 人気者で行こう!
13. やんちゃ道
14. オメデトウ
15. RPG
16. ファミリーパーティー
17. OLA!!
18. 友よ 〜 この先もずっと…
19. ロードムービー
20. 笑一笑 〜シャオイーシャオ!〜
21. ハルノヒ
22. はしりがき

## チャート成績
| チャート (2022年)                        | 最高位 |
| ---------------------------------------- | ------ |
| Japan Top Albums Sales (Billboard JAPAN) | 44     |
| Japan Hot Albums (Billboard JAPAN)       | 70     |